# Espargos
Espargos är en kommunhuvudort i Kap Verde.   Den ligger i kommunen Sal, i den nordöstra delen av landet, 210 km norr om huvudstaden Praia. Espargos ligger 53 meter över havet och antalet invånare är 6 173. Den ligger på ön Sal Island.
Terrängen runt Espargos är platt. Havet är nära Espargos västerut. Närmaste större samhälle är Santa Maria, 17,9 km söder om Espargos. 